# Doassansiopsis limnanthemi
Doassansiopsis limnanthemi är en svampart som först beskrevs av Raffaele Ciferri, och fick sitt nu gällande namn av Vánky 2007. Doassansiopsis limnanthemi ingår i släktet Doassansiopsis och familjen Doassansiopsidaceae.   Inga underarter finns listade i Catalogue of Life.